# Bahnstrecke Lagonegro–Spezzano Albanese
| Streckenprofil: blau: Adhäsionsabschnitte, rot: Zahnstange |                                |                                      |                                      |
| Streckenlänge: | 104,746 km                     |                                      |                                      |
| Spurweite: | 950 mm (ital. Meterspur)       |                                      |                                      |
| Maximale Neigung: | Adhäsion 60 ‰ Zahnstange 100 ‰ |                                      |                                      |
| Minimaler Radius: | 100 m                          |                                      |                                      |
| Zahnstangensystem: | Strub                          |                                      |                                      |
| |                                |                                      |                                      |
| \| \| \| FS von Sicignano \| m s.l.m. \| \| \| 0,000 \| Lagonegro \| 599 \| \| \| \| Viadukt Serra \| \| \| \| 2,589 \| Rivello \| 783 \| \| \| 7,759 \| Nemoli \| 802 \| \| \| 11,639 \| Bivio Latronico \| 779 \| \| \| 15,262 \| Pastorella \| 617 \| \| \| \| Viadukt Lauria \| \| \| \| 16,254 \| Lauria \| 579 \| \| \| 20,487 \| Galdo \| 731 \| \| \| 24,293 \| Prestieri Kulminationspunkt \| 835 \| \| \| 28,351 \| Castelluccio Superiore \| 614 \| \| \| \| Kreiskehrtunnel Castelluccio (485 m) \| \| \| \| \| \| \| \| \| 31,800 \| Castelluccio Inferiore \| 451 \| \| \| \| Grenze Basilikata-Kalabrien \| \| \| \| 36,432 \| Rotonda-Viggianello \| 330 \| \| \| 39,858 \| Laino Borgo \| 290 \| \| \| 42,503 \| Laino Castello \| 421 \| \| \| 46,383 \| Pietragrossa \| 618 \| \| \| 48,568 \| Papasidero \| 640 \| \| \| \| Brücke Battendiero \| \| \| \| 51,892 \| Mormanno \| 781 \| \| \| 60,023 \| Campotenese \| 960 \| \| \| 62,886 \| Pavone Kulminationspunkt \| 1000 \| \| \| 67,838 \| Carbonaro \| 755 \| \| \| 72,113 \| Morano Calabro \| 531 \| \| \| 76,387 \| Crocifisso \| 520 \| \| \| 79,490 \| Castrovillari \| 380 \| \| \| \| Frascineto Pietà \| 371 \| \| \| 85,521 \| Frascineto Ferrocino \| 370 \| \| \| 87,1 \| Frascineto Ferrocino-Eianina \| 384 \| \| \| 89,7 \| Civita \| 351 \| \| \| \| \| \| \| \| 92,0 \| Madonna della Catena \| 232 \| \| \| 94,804 \| Cassano all’Ionio \| 193 \| \| \| \| Brücke Eiano \| \| \| \| \| \| \| \| \| 98,6 \| Garda \| 88 \| \| \| \| Chidichimo \| 65 \| \| \| \| FS von Sibari \| \| \| \| \| Bivio Castrovillari \| \| \| \| \| Dreischienengleis \| \| \| \| \| Waldbahn von Zoccalia \| \| \| \| 104,746 \| Spezzano Albanese \| 46 \| \| \| \| FS nach Cosenza \| \| \| Quelle: Ferrovie abbandonate \| \| \| \| |                                |                                      |                                      |
| Strecke (außer Betrieb) |                                | FS von Sicignano                     | m s.l.m.                             |
| Kopfbahnhof Streckenende (Strecke außer Betrieb) | 0,000                          | Lagonegro                            | 599                                  |
| Brücke über Wasserlauf (Strecke außer Betrieb) |                                | Viadukt Serra                        | Viadukt Serra                        |
| | 2,589                          | Rivello                              | 783                                  |
| Haltepunkt / Haltestelle (Strecke außer Betrieb) | 7,759                          | Nemoli                               | 802                                  |
| Bahnhof (Strecke außer Betrieb) | 11,639                         | Bivio Latronico                      | 779                                  |
| Haltepunkt / Haltestelle (Strecke außer Betrieb) | 15,262                         | Pastorella                           | 617                                  |
| Brücke (Strecke außer Betrieb) |                                | Viadukt Lauria                       | Viadukt Lauria                       |
| Bahnhof (Strecke außer Betrieb) | 16,254                         | Lauria                               | 579                                  |
| Haltepunkt / Haltestelle (Strecke außer Betrieb) | 20,487                         | Galdo                                | 731                                  |
| Haltepunkt / Haltestelle (Strecke außer Betrieb) | 24,293                         | Prestieri Kulminationspunkt          | 835                                  |
| Bahnhof (Strecke außer Betrieb) | 28,351                         | Castelluccio Superiore               | 614                                  |
| Strecke von links (außer Betrieb) (im Tunnel) · Kreuzung Streckenanfang und quer (Strecken außer Betrieb) (im Tunnel) · Strecke von rechts (außer Betrieb) (im Tunnel) |                                | Kreiskehrtunnel Castelluccio (485 m) | Kreiskehrtunnel Castelluccio (485 m) |
| Strecke geradeaus (außer Betrieb) (im Tunnel) · Strecke nach links und Tunnelanfang (außer Betrieb) · Strecke nach rechts (außer Betrieb) (im Tunnel) |                                |                                      |                                      |
| Strecke nach links (außer Betrieb) · Bahnhof (Strecke außer Betrieb) | 31,800                         | Castelluccio Inferiore               | 451                                  |
| Grenze (Strecke außer Betrieb) |                                | Grenze Basilikata-Kalabrien          | Grenze Basilikata-Kalabrien          |
| Bahnhof (Strecke außer Betrieb) | 36,432                         | Rotonda-Viggianello                  | 330                                  |
| Bahnhof (Strecke außer Betrieb) | 39,858                         | Laino Borgo                          | 290                                  |
| Bahnhof (Strecke außer Betrieb) | 42,503                         | Laino Castello                       | 421                                  |
| Haltepunkt / Haltestelle (Strecke außer Betrieb) | 46,383                         | Pietragrossa                         | 618                                  |
| Haltepunkt / Haltestelle (Strecke außer Betrieb) | 48,568                         | Papasidero                           | 640                                  |
| Brücke über Wasserlauf (Strecke außer Betrieb) |                                | Brücke Battendiero                   | Brücke Battendiero                   |
| Bahnhof (Strecke außer Betrieb) | 51,892                         | Mormanno                             | 781                                  |
| Bahnhof (Strecke außer Betrieb) | 60,023                         | Campotenese                          | 960                                  |
| Haltepunkt / Haltestelle (Strecke außer Betrieb) | 62,886                         | Pavone Kulminationspunkt             | 1000                                 |
| Haltepunkt / Haltestelle (Strecke außer Betrieb) | 67,838                         | Carbonaro                            | 755                                  |
| Bahnhof (Strecke außer Betrieb) | 72,113                         | Morano Calabro                       | 531                                  |
| Haltepunkt / Haltestelle (Strecke außer Betrieb) | 76,387                         | Crocifisso                           | 520                                  |
| Bahnhof (Strecke außer Betrieb) | 79,490                         | Castrovillari                        | 380                                  |
| Haltepunkt / Haltestelle (Strecke außer Betrieb) |                                | Frascineto Pietà                     | 371                                  |
| Bahnhof (Strecke außer Betrieb) | 85,521                         | Frascineto Ferrocino                 | 370                                  |
| Haltepunkt / Haltestelle (Strecke außer Betrieb) | 87,1                           | Frascineto Ferrocino-Eianina         | 384                                  |
| | 89,7                           | Civita                               | 351                                  |
| |                                |                                      |                                      |
| Haltepunkt / Haltestelle (Strecke außer Betrieb) | 92,0                           | Madonna della Catena                 | 232                                  |
| | 94,804                         | Cassano all’Ionio                    | 193                                  |
| Brücke über Wasserlauf (Strecke außer Betrieb) |                                | Brücke Eiano                         | Brücke Eiano                         |
| |                                |                                      |                                      |
| Haltepunkt / Haltestelle (Strecke außer Betrieb) | 98,6                           | Garda                                | 88                                   |
| Haltepunkt / Haltestelle (Strecke außer Betrieb) |                                | Chidichimo                           | 65                                   |
| Abzweig ehemals geradeaus und von links |                                | FS von Sibari                        | FS von Sibari                        |
| ehemaliger Dienststation / Betriebs- oder Güterbahnhof |                                | Bivio Castrovillari                  | Bivio Castrovillari                  |
| Strecke |                                | Dreischienengleis                    | Dreischienengleis                    |
| Strecke von rechts (außer Betrieb) · Strecke |                                | Waldbahn von Zoccalia                | Waldbahn von Zoccalia                |
| Kopfbahnhof Streckenende (Strecke außer Betrieb) · Bahnhof | 104,746                        | Spezzano Albanese                    | 46                                   |
| Strecke |                                | FS nach Cosenza                      | FS nach Cosenza                      |
| Quelle: Ferrovie abbandonate |                                |                                      |                                      |

Die Bahnstrecke Lagonegro–Spezzano Albanese war eine Schmalspurbahn mit 950 mm Spurweite von Lagonegro in der Region Basilikata nach Spezzano Albanese in der Region Kalabrien in Süditalien, die teilweise mit Zahnstange System Strub ausgerüstet war. Derzeit (August 2022) wird sie in einen Bahnradweg umgebaut.

## Geschichte

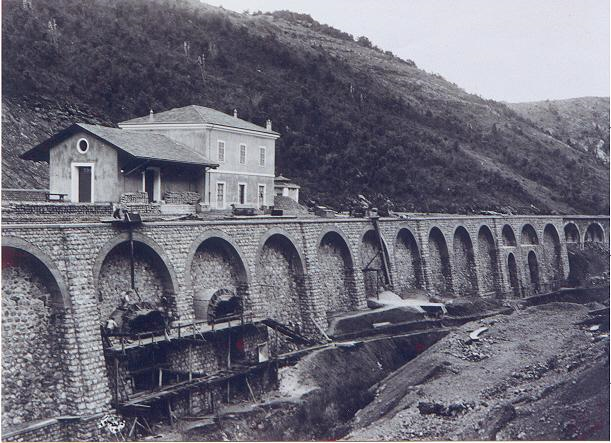
Bahnhof Lauria mit der eindrucksvollen Stützmauer kurz vor der Fertigstellung

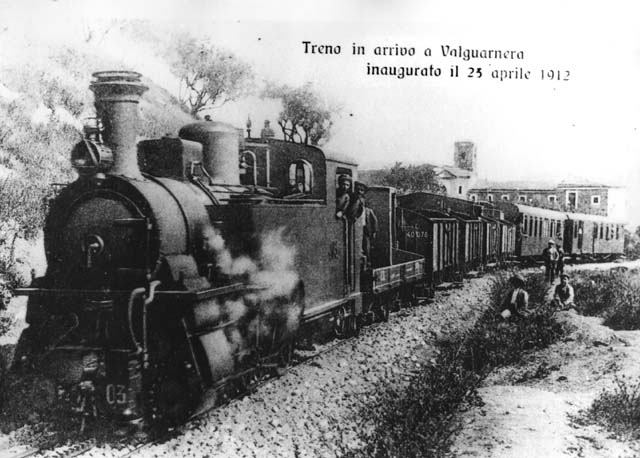
Bei der Betriebsaufnahme kamen FS-Lokomotiven der Baureihe 370 zum Einsatz.

Bereits im Jahr 1882 beantragte die Stadt Cosenza beim Königreich Italien den Bau einer Normalspurbahn von Spezzano Albanese nach Lagonegro durch das Vallo di Diano. Es dauerte bis zum 15. September 1915, dass die von den Ferrovie dello Stato Italiane (FS) erbaute Bahnstrecke Spezzano Albanese–Castrovillari eröffnet werden konnte. Die Erbauerin lässt sich heute noch an den Bahngebäuden erkennen, die denen von den FS erbauten Zahnradbahn Paola–Cosenza ähneln und sich von den Bauten der Mediterranea-Calabro-Lucane (MCL) unterscheiden. Entgegen den ursprünglichen Plänen wurde die Strecke in italienischer Meterspur erbaut.
Ende der 1920er-Jahre nahm die Mediterranea-Calabro-Lucane den Weiterbau nach Lagonegro auf. Am 30. Oktober 1929 wurde das Teilstück Lagonegro–Laino Borgo eröffnet, am 23. Juni 1930 der Abschnitt Morano Calabro–Castrovillari und am 1. Juli 1931 der Lückenschluss von Laino Borgo nach Morano Calabro.
Im August 1943 wurde der Bahnhof Castrovillari drei Mal bombardiert und zerstört: Ebenso erging es dem Viadukt bei Lauria, wodurch die Strecke erst am 15. März 1944 für den Verkehr freigegeben werden konnte. Bradyseismos zerstörte den zweiten Bogen des Serra-Viadukts, so dass ab 1952 der Betrieb zwischen Lagonegro und Rivello eingestellt wurde. 1970 führten Beschädigungen an der Eiano-Brücke bei Cassano all’Ionio zur Schließung des Abschnitts Castrovillari–Spezzano Albanese. Nach dem Unfall auf dem Fiumarella-Viadukt im Jahr 1961 wurde der MCL die Konzession entzogen und der Betrieb an die Ferrovie Calabro Lucane (FCL) übergeben. Am 18. Juni 1978 stellten die FCL den Verkehr auf dem verbliebenen Rest ein und am 20. September 1979 wurde die Strecke offiziell geschlossen. 1984 wurden die Gleise abgebaut.
Während die Schienen weitgehend abgebaut wurden, sind heute viele Empfangsgebäude und Bahnwärterhäuser in einem guten Zustand und oft bewohnt. Zudem erinnert die Lokomotive Nummer 503, die auf dem Platz vor dem früheren Bahnhof Castrovillari als Denkmal aufgestellt ist, an die Zahnradbahn.

## Streckenbeschreibung

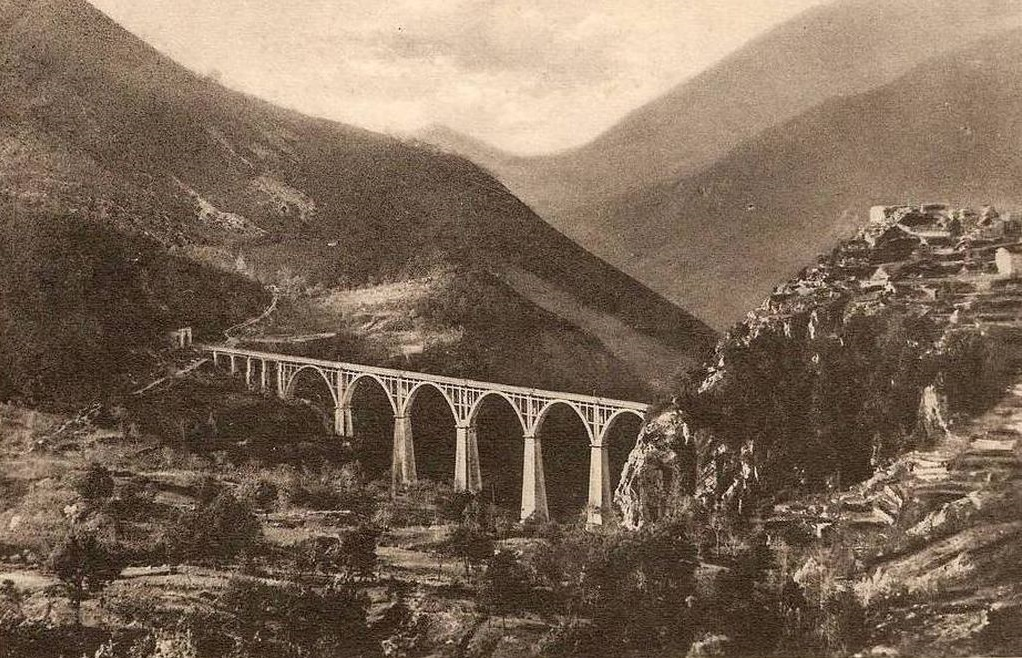
Viadukt Serra bei Lagonegro in den 1930er-Jahren

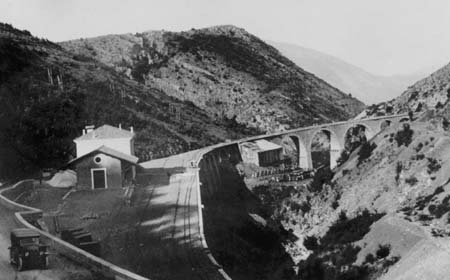
Station und Viadukt Lauria kurz vor der Betriebsaufnahme

Das gebirgige Gelände zwang zu einer Streckenführung mit Kurvenradien von 100 Metern, Steigungen bis zu 60 Promille auf den Adhäsionsabschnitten und drei Zahnstangenabschnitten mit Steigungen von 75 bis 100 Promille von fast 6 Kilometer Länge.
Nach dem Bahnhof Lagonegro begann der erste Zahnstangenabschnitt nach Rivello, der über den 200 Meter langen und in einer Steigung von 85 Promille liegenden Viadukt Serra führte. Die nach dem Zweiten Weltkrieg aufgetretenen Beschädigungen sind heute noch deutlich sichtbar. Von Rivello folgt die weitgehend noch vorhandene Trasse bis zur kalabrischen Grenze der Strada Statale 19 – und bis Galdo auch der heutigen Autostrada A2. Unmittelbar vor der Station Lauria führte das Bahngleis aus einem Tunnel direkt auf den imposanten gleichnamigen Viadukt. In Prestieri erreichte die Bahn den ersten Kulminationspunkt. Zwischen Castelluccio Superiore und Castelluccio Inferiore verlor die Bahn 163 Höhenmeter, wozu die Hilfe des 485 Meter langen Castelluccio-Kehrtunnels in Anspruch genommen wurde. Kurz nach der Station Rotonda-Viggianello diente eine Kehre dazu, das Gefälle nicht über 60 Promille ansteigen zu lassen. In Laino Borgo beginnt die Trasse wieder anzusteigen und vor Mormanno half eine weitere Kehre die Steigung in Grenzen zu halten. In Pavone hatte die Bahn ihren höchsten Punkt auf genau 1000 Meter Meereshöhe erreicht. In steilem Gefälle ging es mit einer dritten Kehre kurz nach Carbonaro hinunter nach Morano Calabro und weiter nach Castrovillari, wo sich ein Depot befand. Bis Civita verlief die Strecke zunächst flach. Die steile Fahrt hinunter nach Garda führte über zwei Zahnstangenabschnitte. Auf dem letzten Teilstück von Bivio Castrovillari bis zum Endpunkt in Spezzano Albanese nutzte die Schmalspurbahn das Gleis der FS, das dazu mit einer dritten Schiene ausgestattet war. Von Spezzano Albanese führte damals die Waldbahn Zoccalia zur benachbarten Ortschaft Firmo und weiter zur Endstation Lungro.

## Rollmaterial
Die ersten von der MCL eingesetzten Triebfahrzeuge waren Zahnradlokomotiven Reihe 370 der Ferrovie dello Stato. Die MCL beschaffte eigene Lokomotiven der Reihen 200, 260, 350 und 500. Später wurde der Personenverkehr mit Schienenbussen der Reihe M1c beschleunigt.

## Bahnradweg
Die ungenutzte Trasse der ehemaligen Bahnstrecke wird derzeit (August 2022) zu einem Bahnradweg umgebaut.  Abschnitte zwischen zum Beispiel westlich von Morano Calabro parallel zur SP 241 nach Campotenese hinauf sind zwar durchweg befahrbar. Allerdings sind Tunneldurchfahrten noch (August 2022) gesperrt. Einheimische Rennradfahrer befahren derzeit (August 2022) weiterhin die Straße SP 241.

## Sonstige Nutzung
Unmittelbar nördlich des Bahnhofsgebäudes von Mormanno wurde auf der ehemaligen Bahntrasse die Kirche Santa Maria Goretti nebst einem Gemeindezentrum und einem Vorplatz errichtet und 2021 eingeweiht. Zuvor hatte die Gemeinde für ihre Gottesdienste eine ehemalige Lagerhalle des Bahnhofs genutzt.

## Trivia
Der Bahnhof Lauria diente als Drehort des 2010 erschienenen Films Basilicata coast to coast des einheimischen Regisseurs Rocco Papaleo.

## Bildergalerie

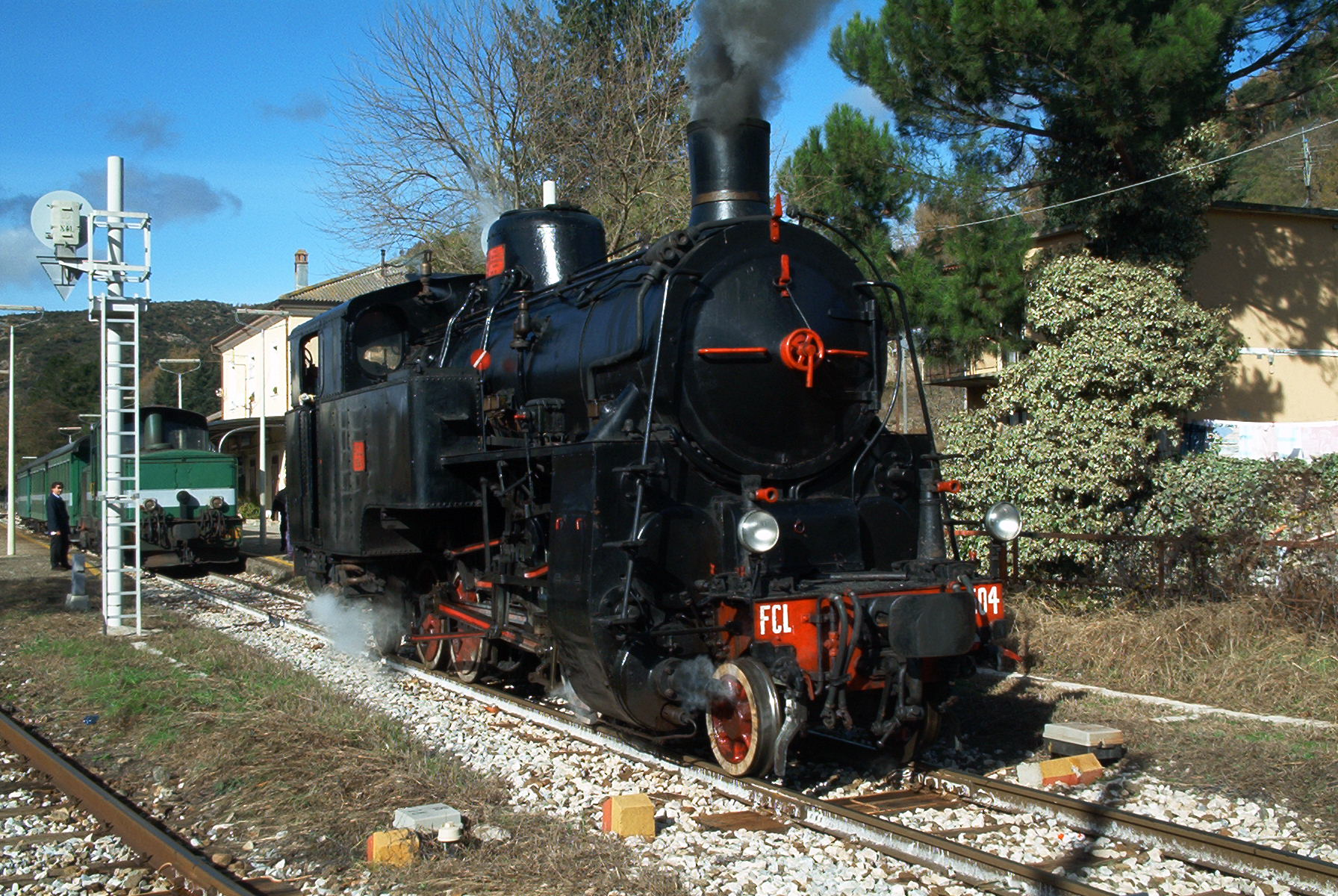
Die Dampflokomotiven der Reihe 500 mit Adhäsions- und Zahnradantrieb bewährten sich zwischen Lagonegro und Spezzano
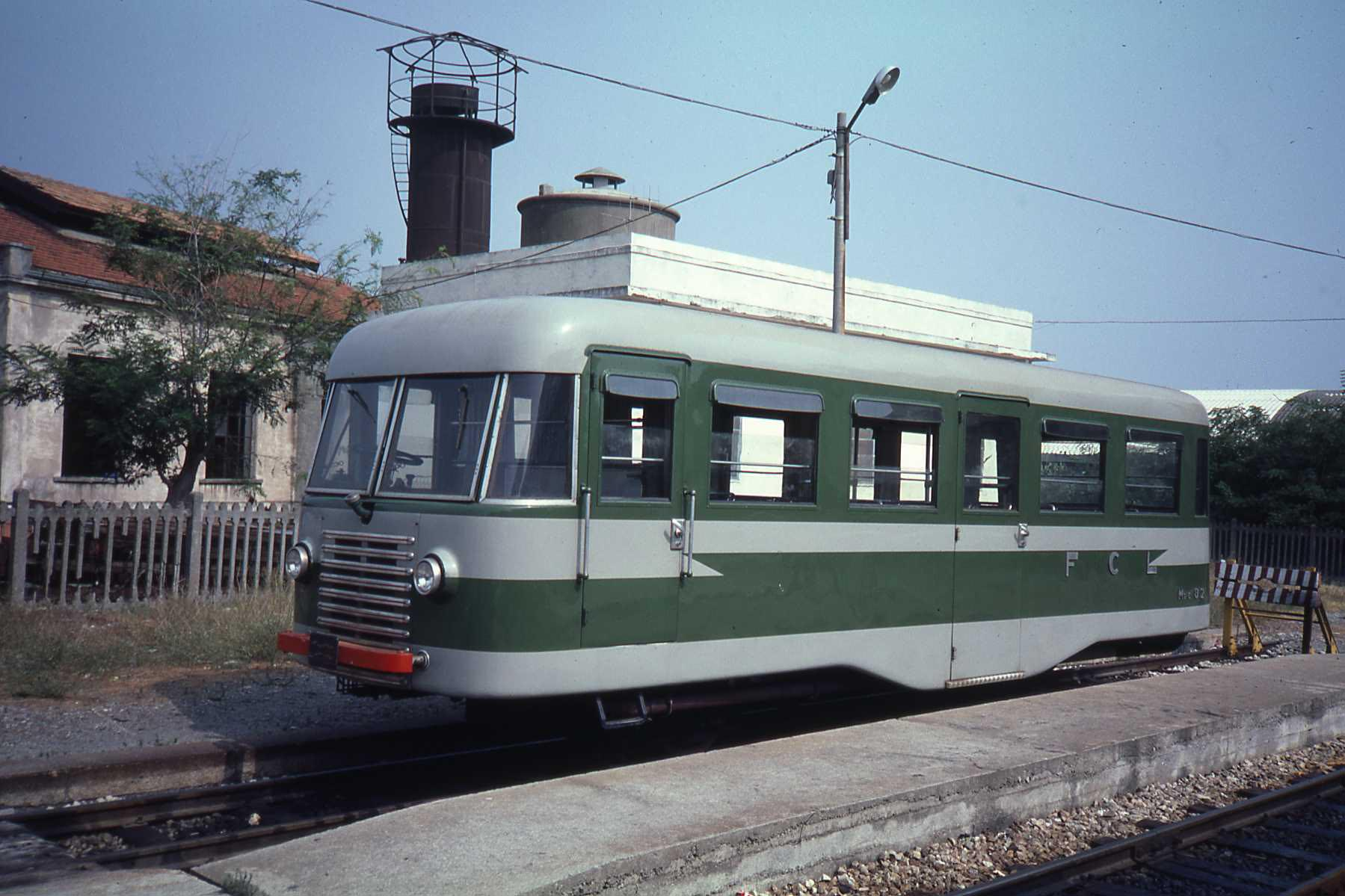
Die Schienenbusse mit Zahnradantrieb erlaubten eine Beschleunigung und Verbilligung des Personenverkehrs
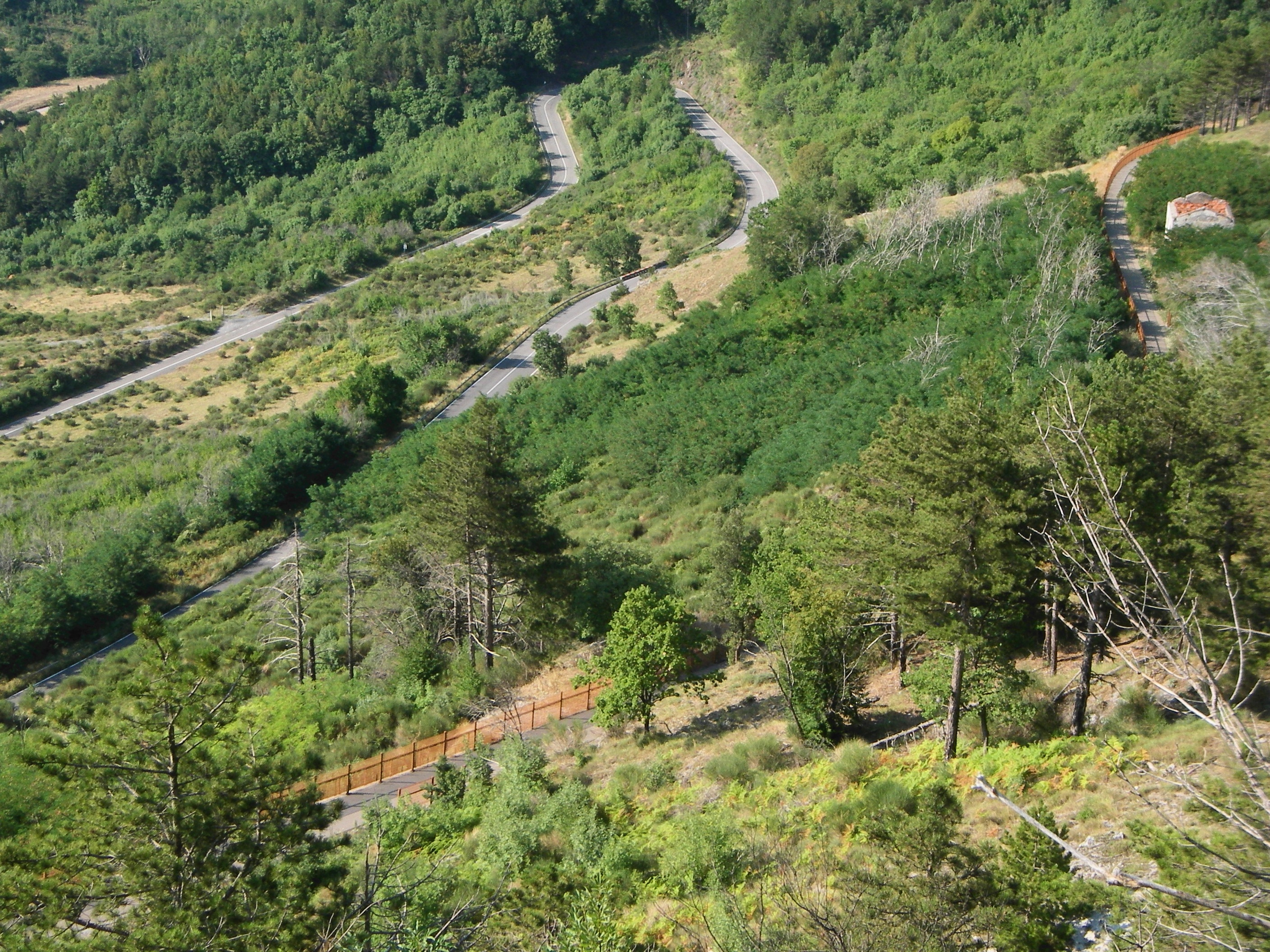
Die SP 241 und der Bahnradweg im Anstieg von Morano Calabro nach Campotenese
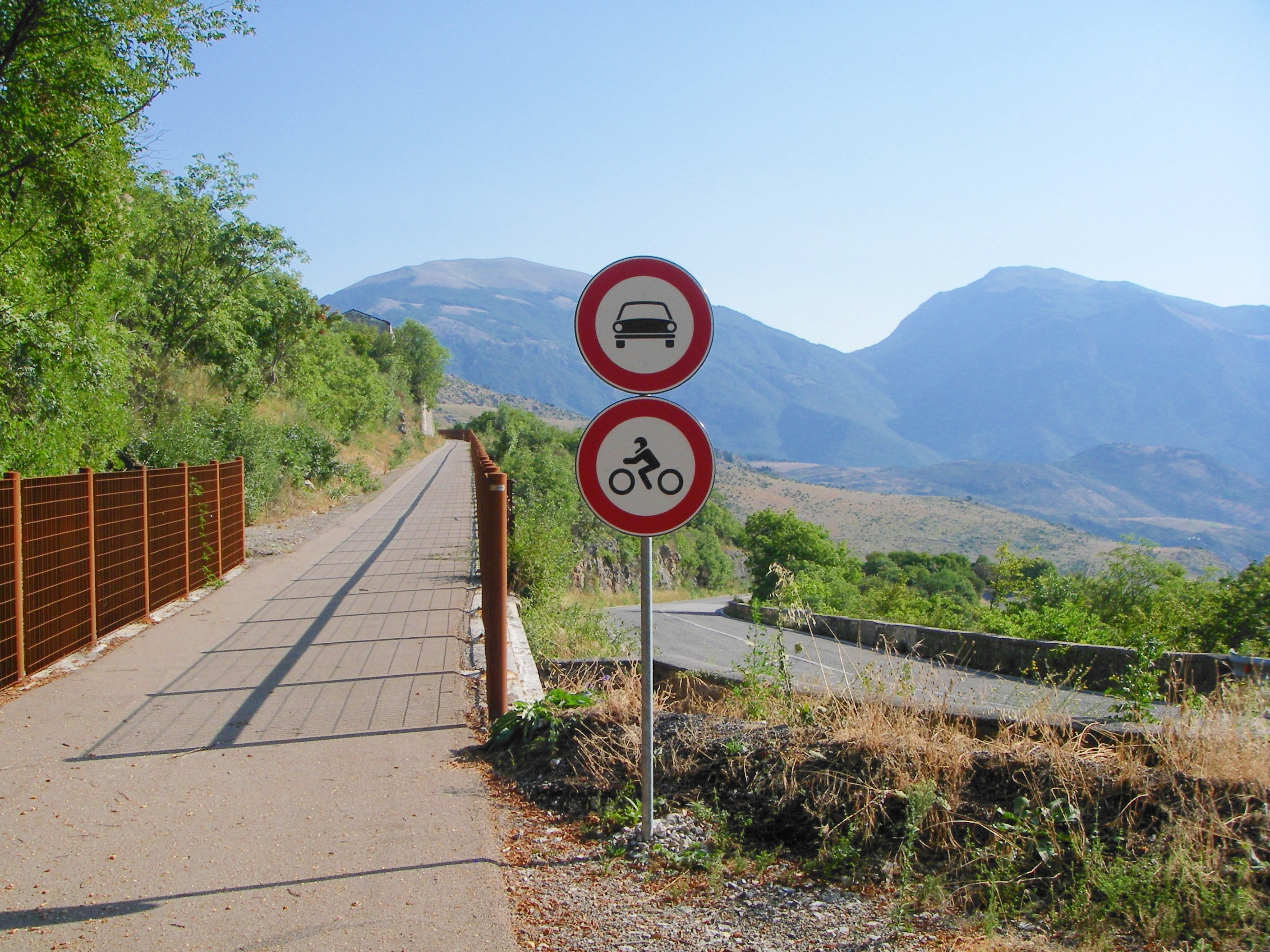
Berührstelle des fertiggestellten Radwegs mit der SP 241
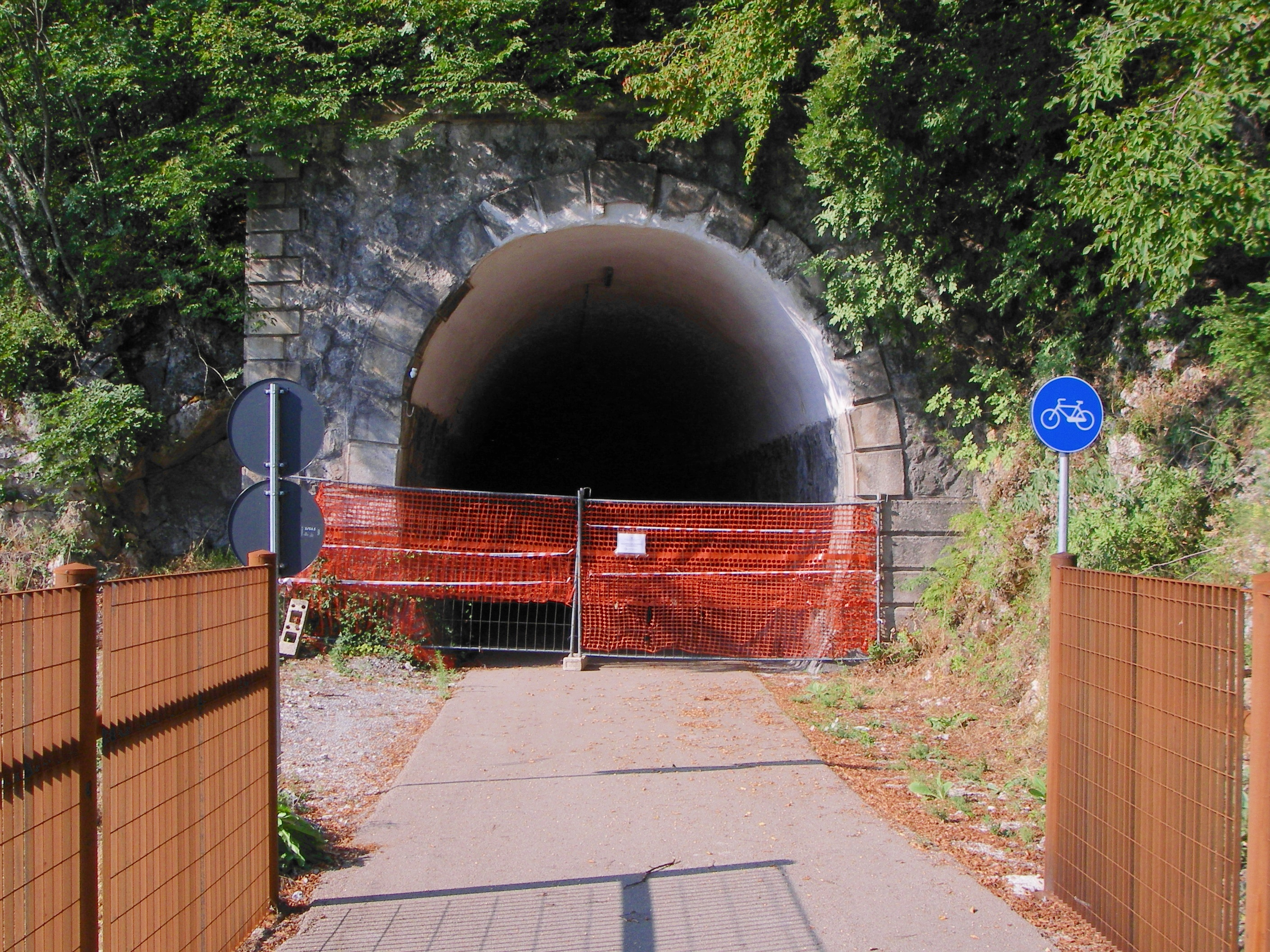
Gesperrte Tunneleinfahrt an der Berührstelle
Die neue Kirche in Mormanno – das Bahnhofsgebäude befindet sich direkt dahinter
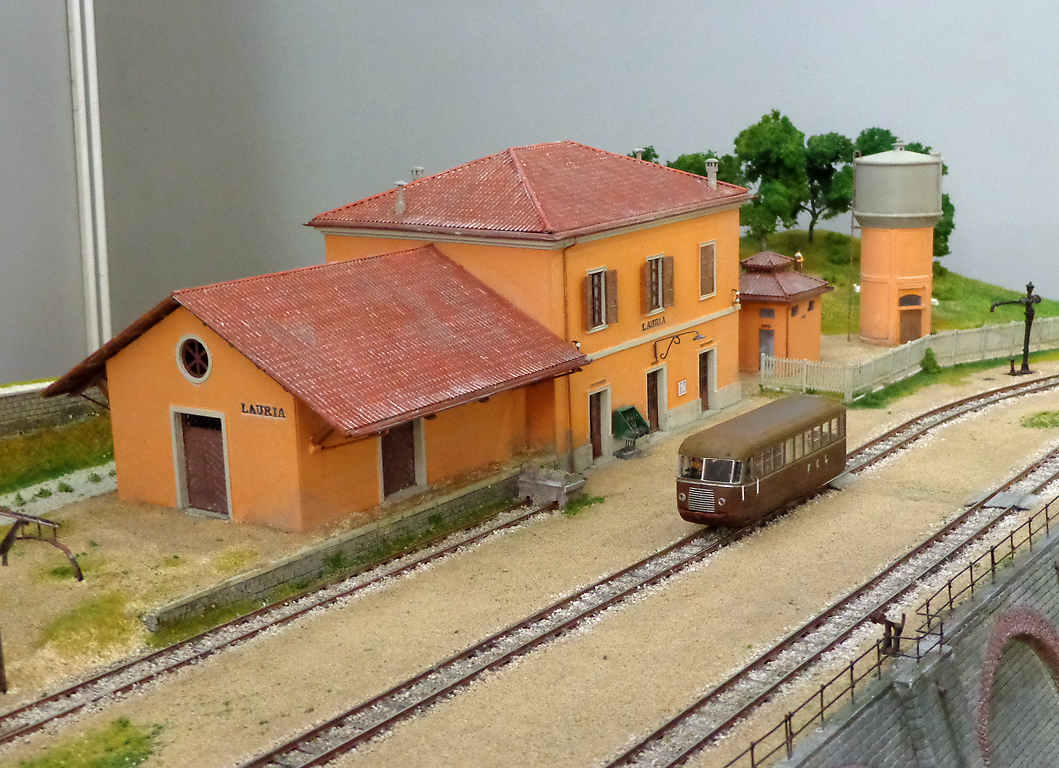
Modell des Bahnhofs Lauria mit einem Schienenbus der Reihe M1 „Emmina“ in Nenngröße H0 an der Hobby Model Expo 2012
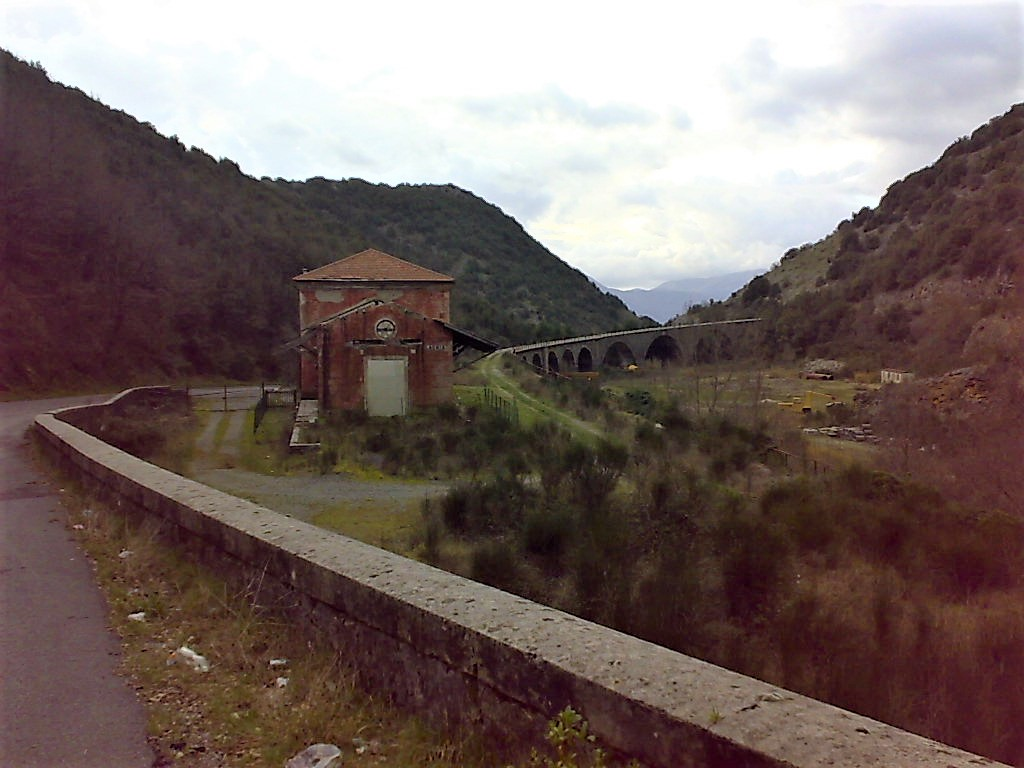
Station Lauria mit dem Viadukt im Hintergrund im Jahr 2014, Drehort des Films Basilicata coast to coast
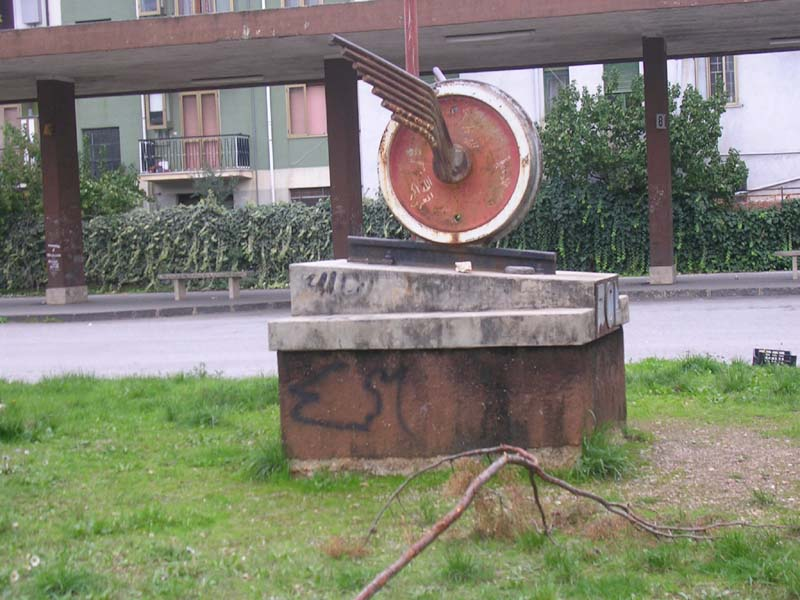
Flügelrad, Symbol der Ferrovie Calabro Lucane, auf dem Busterminal in Castrovillari
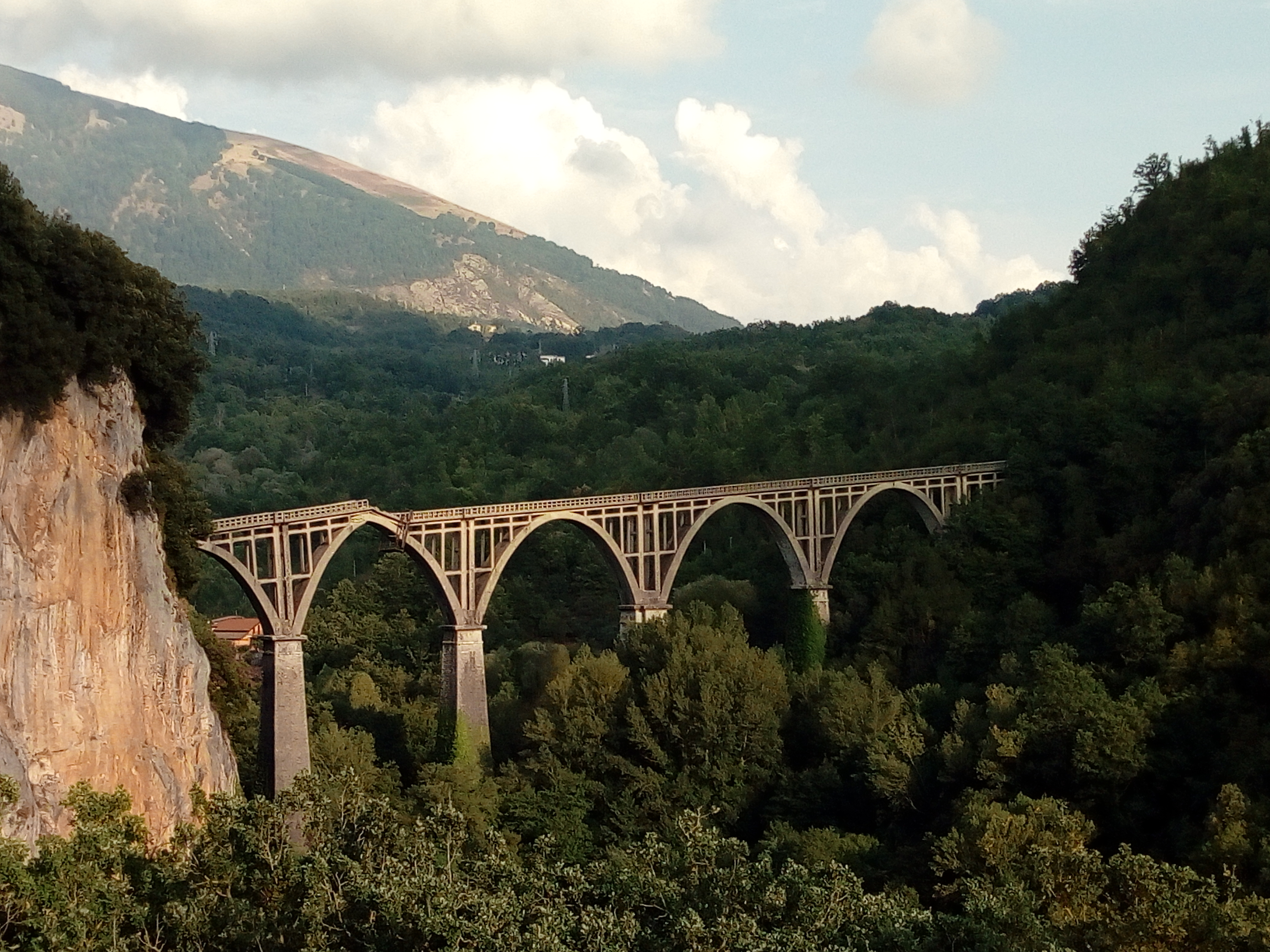
Das beschädigte Serra-Viadukt bei Lagonegro
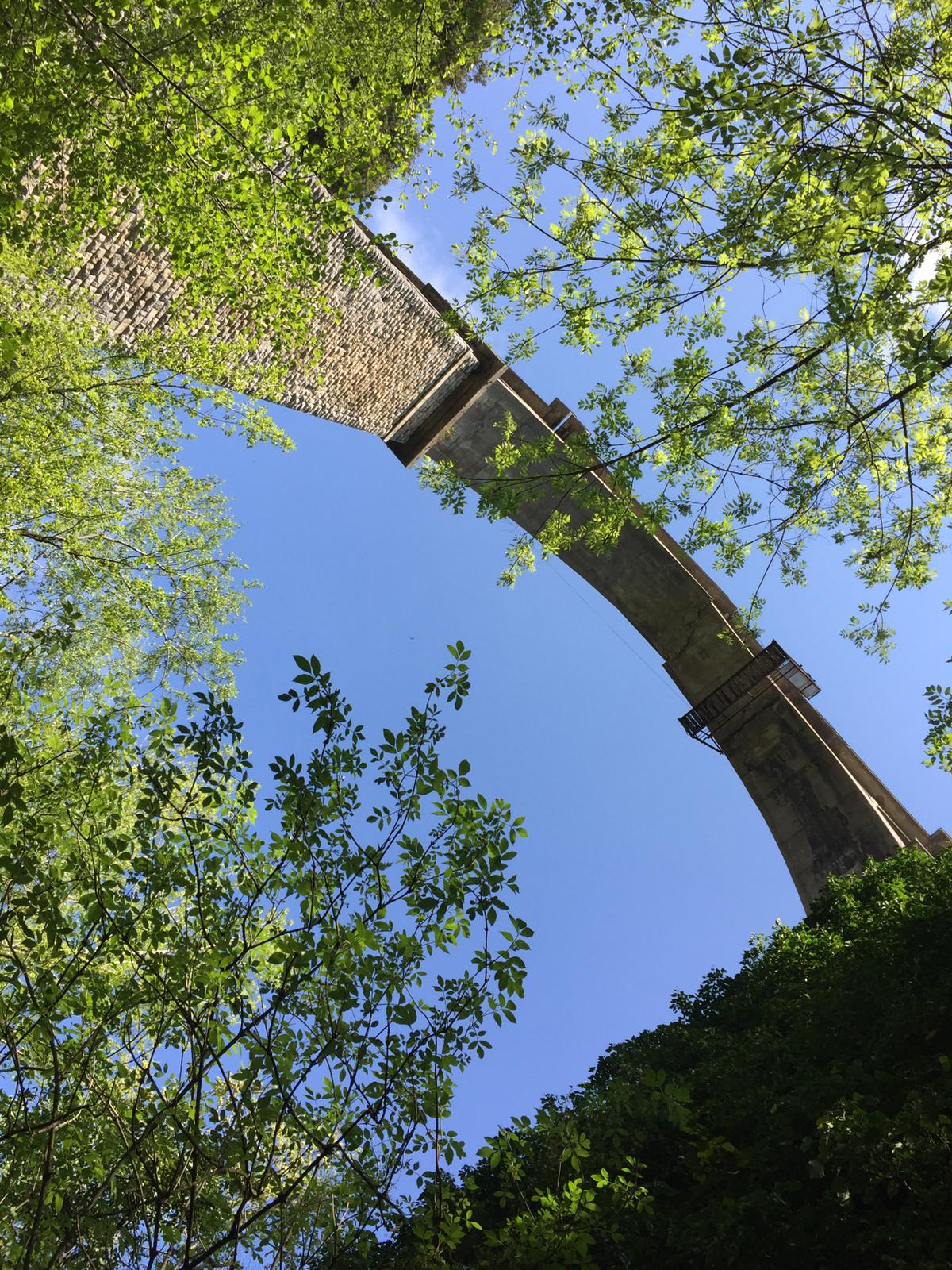
Der beschädigte Bogen von unten